# Calesia gastropachoides
Calesia gastropachoides är en fjärilsart som beskrevs av Achille Guenée 1852. Calesia gastropachoides ingår i släktet Calesia och familjen nattflyn. Inga underarter finns listade i Catalogue of Life.